# واندا گایتون
واندا گایتون (انگلیسی: Wanda Guyton؛ زادهٔ ۱۴ اکتبر ۱۹۶۵) بازیکن بسکتبال اهل ایالات متحده آمریکا است.